# Stylochaeton shabaensis
Stylochaeton shabaensis är en kallaväxtart som beskrevs av François Malaisse och Paul Rodolphe Joseph Bamps. Stylochaeton shabaensis ingår i släktet Stylochaeton och familjen kallaväxter. Inga underarter finns listade.